# Woordvierkant

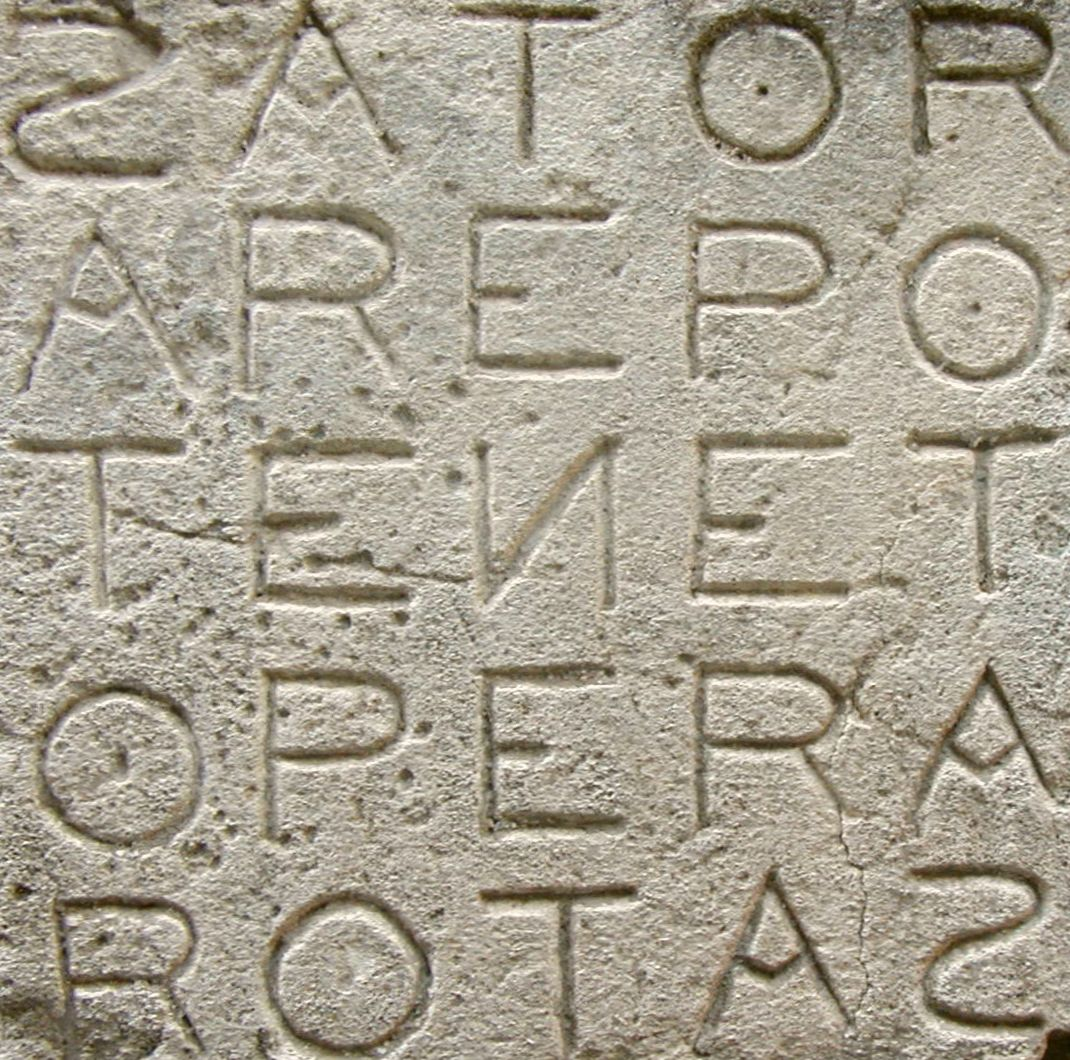
Een satorvierkant uit Oppède, Frankrijk. Dit is een palindroom-woordvierkant.

Een woordvierkant is een bijzonder soort acrostichon. Het bestaat uit een reeks woorden die zodanig in een vierkant rooster worden geplaatst dat ze zowel horizontaal als verticaal leesbaar zijn. Het aantal letters per woord is gelijk aan het aantal woorden. Dit aantal wordt de orde van het vierkant genoemd.
Latijn heeft als sterk flecterende taal veel woordvormen en leent zich daardoor goed voor woordvierkanten. Het oudst bekende is een satorvierkant uit Pompeï dat dateert uit de eerste eeuw.
In de 21e eeuw zijn met behulp van corpora veel grotere vierkanten geconstrueerd. De grootste eentalige vierkanten hebben orde 11 en zijn losjes gebaseerd op Neolatijnse corpora. In het Frans is orde 9 bereikt.

## Voorbeelden
Orde 5:
| B L E E K |
| L U I D E |
| E I S E R |
| E D E L E |
| K E R E L |
Het grootste Nederlandse woordvierkant: orde 10, in 2017 aangelegd door Bob Lucassen:
| R A S K A K K E R S |
| A N T A L I A N E N |
| S T A M L E N G T E |
| K A M E E L G E E L |
| A L L E R D O L S T |
| K I E L D I E P T E |
| K A N G O E R O E S |
| E N G E L P O O R T |
| R E T E S T E R K E |
| S N E L T E S T E N |
Orde 11, door Eric Tentarelli:
| R E S C I S S E M U R |
| E X T E N T E R A R E |
| S T E N D E R E R I S |
| C E N S E R E M I N I |
| I N D E F I N I T A M |
| S T E R I L I T A R I |
| S E R E N I T A T I S |
| E R E M I T A R I O S |
| M A R I T A T I O N I |
| U R I N A T I O N E M |
| R E S I M I S S I M I |